# Ciento nueve
El ciento nueve (109) es el número natural que sigue al 108 y precede al 110.

## En matemáticas
- Es el 29º número primo, después del 107, con el cual son números primos gemelos, y antes del 113.
- Es un número primo de Pillai.
- Es un número primo pitagórico.

## En ciencia
- Es el número atómico del meitnerio.[1]